# Merrick Garland
Merrick Brian Garland (13 de noviembre de 1952) es un abogado y jurista estadounidense que se desempeñó como juez de la Corte de Apelaciones de los Estados Unidos para el Circuito del Distrito de Columbia. Ha sido miembro de ese tribunal desde 1997. Desde el 11 de marzo de 2021 hasta el 20 de enero de 2025 fue el fiscal general de los Estados Unidos bajo la presidencia de Joe Biden.
El 16 de marzo de 2016, el presidente estadounidense Barack Obama, demócrata, nombró a Garland para que se desempeñara como magistrado asociado de la Corte Suprema de los Estados Unidos para llenar la vacante creada por la muerte de Antonin Scalia. La mayoría republicana del Senado se negó a celebrar una audiencia o a votar sobre esta nominación realizada durante el último año de la presidencia de Obama, y la mayoría republicana insistió en que el próximo presidente electo debía llenar la vacante. El nombramiento de Garland duró 293 días y expiró el 3 de enero de 2017, al final del 114.º Congreso.